# Vergerette glauque
Erigeron glaucus
Espèce
Classification APG II (2003)
La Vergerette glauque ou Vergerette à feuilles glauques (Erigeron glaucus) est une espèce de plantes à fleurs de la famille des Asteraceae.
Elle est originaire des côtes de l'Oregon et de la Californie où elle pousse sur les plages, les falaises
et les dunes. Il s'agit d'une plante vivace atteignant des hauteurs comprises entre 5 et 30 centimètres aux tiges ramifiées qui peuvent être glandulaires et velues à glabres. Elle pousse à partir d'un rhizome robuste et produit des feuilles épaisses, fermes, en forme de cuillère, avec parfois quelques dents sur les bords, de deux à treize centimètres de long. Ses tiges portent des inflorescences de une à quinze fleurs qui sont de taille variable allant de un à plus de trois centimètres de large. La partie centrale contient des fleurons dorés et les bords portent des fleurs ligulées qui peuvent être longues ou très courtes, allant du bleu et du pourpre à presque blanc. Bien que son habitat typique soit les falaises côtières, elle a formé une association hautement spécialisée dans les deux forêts à dominante Cyprès de Lambert dans le comté de Monterey, en Californie.
Elle s'est naturalisée en Europe où on peut la trouver sur les côtes.